# Eurema mandarinula
Eurema mandarinula är en fjärilsart som först beskrevs av Holland 1892.  Eurema mandarinula ingår i släktet Eurema och familjen vitfjärilar. Inga underarter finns listade i Catalogue of Life.